# Доња Пургарија
Доња Пургарија је насељено место у општини Клинча Села, Загребачка жупанија, Хрватска.

## Историја
До територијалне реорганизације у Хрватској била је у саставу старе општине Јастребарско.

## Становништво
У попису становништва из 2011. године, Доња Пургарија је имала 123 становника.
| Број становника према пописима | Број становника према пописима | Број становника према пописима | Број становника према пописима | Број становника према пописима | Број становника према пописима | Број становника према пописима | Број становника према пописима | Број становника према пописима | Број становника према пописима | Број становника према пописима | Број становника према пописима | Број становника према пописима | Број становника према пописима | Број становника према пописима | Број становника према пописима |
| ------------------------------ | ------------------------------ | ------------------------------ | ------------------------------ | ------------------------------ | ------------------------------ | ------------------------------ | ------------------------------ | ------------------------------ | ------------------------------ | ------------------------------ | ------------------------------ | ------------------------------ | ------------------------------ | ------------------------------ | ------------------------------ |
| 1857                           | 1869                           | 1880                           | 1890                           | 1900                           | 1910                           | 1921                           | 1931                           | 1948                           | 1953                           | 1961                           | 1971                           | 1981                           | 1991                           | 2001                           | 2011                           |
| 157                            | 201                            | 219                            | 274                            | 325                            | 370                            | 332                            | 321                            | 151                            | 154                            | 144                            | 132                            | 129                            | 122                            | 124                            | 123                            |

Напомена: Насеља Доња Пургарија и Горња Пургарија исказују се од 1948. До 1931. исказивано је бивше насеље Пургарија, за које су подаци садржани у насељу Доња Пургарија.